# Videogiochi nel 2002

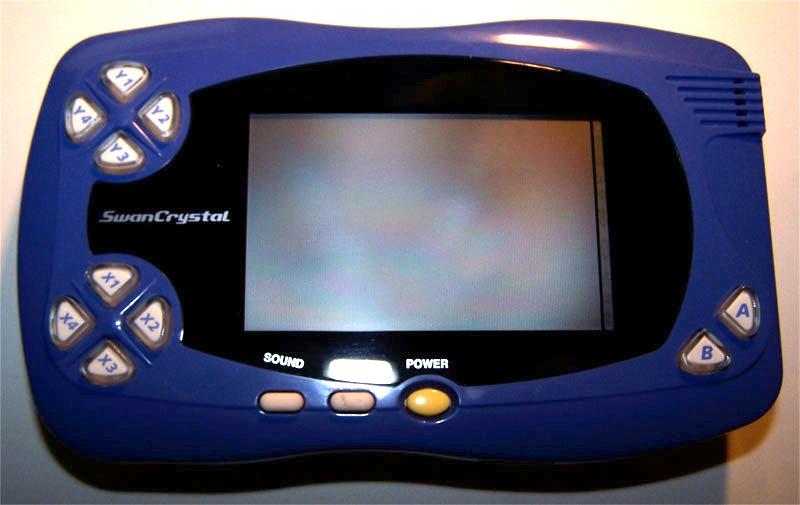
SwanCrystal

Eventi rilevanti avvenuti nell'industria dei videogiochi nel 2002. 
Per un elenco delle voci su giochi usciti nell'anno vedi Categoria:Videogiochi del 2002.

## Eventi
- La Gremlin Interactive vende alla Take Two Interactive la DMA Design, che sarà rinominata Rockstar North Limited.
- Viene fondata la Big Fish Games.
- Viene fondata la Introversion Software.
- Viene fondata l'Infinity Ward.
- Compile fallisce.
- Empire Interactive PLC acquista eJay AG (rinominandola eJay Entertainment GmbH).
- Infogrames Entertainment SA acquista Eden Studios e Shiny Entertainment.
- Jaleco USA si fonde con la VR1 Entertainment (rinominata Jaleco Entertainment).
- Vivendi Universal acquista Massive Entertainment.
- Nintendo acquista Retro Studios.
- Encore Software, Inc. fallisce e le proprietà intellettuali vengono acquisite da Navarre Corporation.
- Viene fondata la .400 Software Studios.
- Realtime Worlds viene fondata da David Jones.
- Viene chiusa la Cryo Interactive.
- 2 gennaio — Cyberactive Media editore di Gameweek Magazine chiude.
- 22 febbraio — Microsoft mette in vendita la console Xbox in Giappone.
- 28 febbraio — Monolith Soft presenta Xenosaga Episode I: Der Wille zur Macht capostipite della serie Xenosaga.
- 14 marzo — Microsoft mette in vendita la console Xbox in Australia e Europa.
- 14 marzo — Nintendo mette in vendita la console portatile Pokémon mini in Europa.
- maggio — Sierra On-Line cambia nome in Sierra Entertainment.
- 3 maggio — Nintendo mette in vendita in Europa la console GameCube.
- 10 maggio — Tiwak cambia nome in Yeti Interactive.
- 17 maggio — Nintendo mette in vendita in Australia la console GameCube.
- 30 maggio — Hiroshi Yamauchi si dimette da presidente della Nintendo. Gli succede Satoru Iwata.
- 2 giugno - Wayforward pubblica Shantae, primo gioco della serie.
- 18 giugno — BioWare presenta Neverwinter Nights.
- 10 settembre — Digital Illusions CE presenta Battlefield 1942 primo gioco della serie  Battlefield.
- 26 settembre — Microsoft acquista Rare Ltd.
- ottobre — Activision acquista Luxoflux Corporation, Gray Matter Interactive Studios, Shaba Games LLC e Z-Axis Ltd.
- 1º ottobre — Sony Corporation acquista Aiwa Corporation.
- 15 ottobre — 3dfx fallisce dopo anni di difficoltà finanziarie.
- 1º novembre — Viene chiusa la 3d6 Games, Inc.
- 15 novembre — Microsoft attiva il servizio Xbox Live.
- 16 novembre — Bandai mette in vendita la console portatile SwanCrystal in Giappone.
- 18 novembre — Ubisoft pubblica Tom Clancy's Splinter Cell, primo episodio della serie Splinter Cell.

## Vendite
I dieci titoli di maggior successo negli Stati Uniti d'America nel 2002 secondo l'istituto di ricerca NPD Group
| N° | Titolo                                   | Piattaforma | Editore         |
| -- | ---------------------------------------- | ----------- | --------------- |
| 1  | Grand Theft Auto: Vice City              | PS2         | Rockstar Games  |
| 2  | Grand Theft Auto III                     | PS2         | Rockstar Games  |
| 3  | Madden NFL 2003                          | PS2         | Electronic Arts |
| 4  | Super Mario World: Super Mario Advance 2 | GBA         | Nintendo        |
| 5  | Gran Turismo 3: A-Spec                   | PS2         | Sony            |
| 6  | Medal of Honor: Frontline                | PS2         | Electronic Arts |
| 7  | Spider-Man: The Movie                    | PS2         | Activision      |
| 8  | Kingdom Hearts                           | PS2         | Square          |
| 9  | Halo: Combat Evolved                     | Xbox        | Microsoft       |
| 10 | Super Mario Sunshine                     | GameCube    | Nintendo        |